# Matt Brown
Matt Brown (New York, 4 novembre 1976) è un musicista statunitense, che svolge abitualmente anche attività di autore, tecnico del suono, ingegnere di produzione, organizzatore di eventi e produttore.

## Biografia
I primi passi nel mondo della musica di Matt Brown sono nel 1994 quando, per seguire il suo amico bassista Billy Kelly, entra negli Uranium 235, un gruppo dalle sonorità industrial/rock, con il quale suona di supporto a diverse band della scena newyorkese come Life of Agony e Type O Negative, ma anche altri gruppi come Misfits, Motörhead e God lives Underwater. Durante il periodo di attività negli Uranium 235 (dal 1994 al 2001 quando il gruppo si sciolse), Matt conosce Sal Abruscato che al tempo era il batterista dei Life of Agony; conoscenza questa che poi si rivelò estremamente prolifica per Matt per vie delle numerose collaborazioni che li vedranno entrambi coinvolti.
Quando nel 2001 gli Uranium 235 si sciolsero, Matt e Billy Kelly rimasero in contatto e, coinvolgendo l'amico comune Sal Abruscato, da poco rientrato nella scena musicale dopo una lunga pausa, diedero vita ai Supermassiv con cui produssero un solo E.P. (Resurrection) prima di dividersi per via di alcune incomprensioni dovute a problemi personali tra i tre componenti.
Qui Matt Brown iniziò la sua carriera musicale "dietro le quinte" che lo portò a lavorare come tecnico del suono e ingegnere di produzione con artisti come Lou Reed, John Zorn, Mike Patton e Laurie Anderson.
Ma la voglia di calcare i palchi non si era certo assopita e nel 2005 entra - come chitarrista - a far parte dei Seventh Void, progetto parallelo di Kenny Hickey e Johnny Kelly, rispettivamente chitarrista e batterista dei Type O Negative.
Con questi registra il primo album della band (Heaven Is Gone) e prosegue a tutt'oggi l'attività concertistica in tutto il mondo.
Nel 2010 si incontra nuovamente con il vecchio amico Sal Abruscato e assieme decidono di tornare a scrivere musica anche in memoria del loro compagno dei Supermassiv, Billy Kelly, morto improvvisamente nel febbraio del 2004. Da questo riavvicinamento nascono gli A Pale Horse Named Death che pubblicano il loro primo disco And Hell Will Follow Me alla fine del 2010.

## Discografia

### come musicista
- 1994 - Uranium 235 - Number Of Samples (promo) (chitarra e tastiere)
- 1998 - Crackdown - Rise Up (cori nei brani Never e Pride)
- 1998 - Uranium 235 - Cultural Minority (chitarra e cori)
- 2000 - Uranium 235 - Here It Comes (singolo) (chitarra e cori)
- 2009 - Seventh Void - Heaven Is Gone (chitarra solista e produzione)
- 2011 - Coulter - Grip Fast (basso)
- 2013 - A Pale Horse Named Death - Lay My Soul To Waste (chitarra, musica, arrangiamenti, produzione, missaggio e masterizzazione)

### come tecnico
- 2009 - Seventh Void - Heaven Is Gone (produzione e ingegneria del suono)
- 2013 - A Pale Horse Named Death - Lay My Soul To Waste (produzione, missaggio e masterizzazione)
- 2016 - Death Angel - The Evil Divide (tecnico batteria)
- 2017 - Life of Agony - A Place Where There's No More Pain (produzione e missaggio)